# Rin Superior

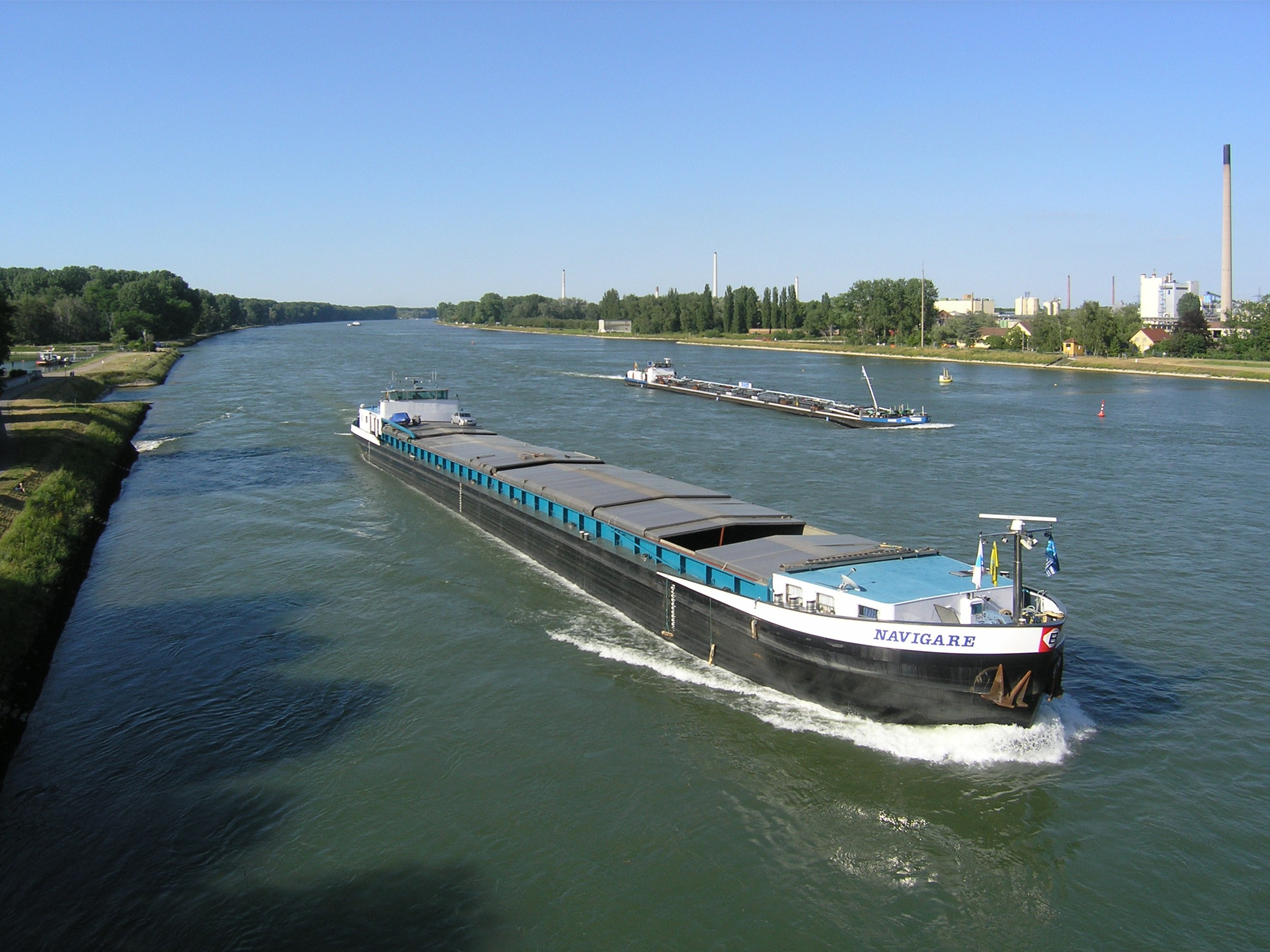
El Rin cerca de Karlsruhe

Las secciones del Rin: en verde el Rin Superior

El Rin Superior (en alemán: Oberrhein; en francés: Rhin Supérieur) es la sección del río Rin que discurre en la llanura del Rin Superior, entre Basilea, Suiza, y Bingen, Alemania. El río está marcado por los kilómetros del Rin 170 a 529 (la escala comienza en Constanza y acaba en Róterdam).
El Rin Superior es una de las cuatro secciones en las que se divide idealmente el río entre el lago de Constanza y el mar del Norte, siendo las mismas: Alto Rin, Rin Superior, Rin Medio y Rin Inferior. Los países a lo largo del Rin Superior son Suiza, Francia (Alsacia) y los siguientes estados federados de Alemania: Baden-Wurtemberg, Renania-Palatinado y Hesse. Las ciudades mayores a lo largo del río en este tramo son Basilea, Estrasburgo, Mannheim, Ludwigshafen y Maguncia.
El Rin Superior fue canalizado entre los años 1817 y 1876 por Johann Gottfried Tulla e hizo que fuera navegable entre 1928 y 1977. El Tratado de Versalles permite a Francia usar el Rin Superior para la producción de energía hidroeléctrica en el Gran Canal de Alsacia.
El 28 de agosto de 2008, 25.117 hectáreas de las riberas del Rin Superior pertenecientes al estado alemán de Baden-Wurtemberg fueron declaradas sitio Ramsar (n.º ref. 1809). El 5 de septiembre de ese mismo año 2008, 22.413 hectáreas del Rin Superior pertenecientes a la región francesa de Alsacia, fueron asimismo declaradas sitio Ramsar (n.º ref. 1810).